# Абдельхалім ан-Німр
Абдельхалім ан-Німр (араб. عبد الحليم النمر; 1895–1966) — йорданський політик, голова уряду Йорданії у квітні 1957 року.

## Кар'єра
В кабінеті свого племінника Сулеймана Набулсі обіймав посади міністра оборони та внутрішніх справ, поки король не розпустив той уряд.